# الیمپوس ئی-۳۳۰
الیمپوس ای-۳۳۰ (به انگلیسی: Olympus E-330) یک دوربین عکاسی ساخت شرکت الیمپوس است.